# Tetragnatha esakii
Tetragnatha esakii är en spindelart som beskrevs av Yutaka Okuma 1988. Tetragnatha esakii ingår i släktet sträckkäkspindlar, och familjen käkspindlar.
Artens utbredningsområde är Taiwan. Inga underarter finns listade i Catalogue of Life.